# Srnetica (Istočni Drvar)
Pour les articles homonymes, voir Srnetica.
Srnetica (en serbe cyrillique : Срнетица) est un village de Bosnie-Herzégovine. Il est situé dans la municipalité d'Istočni Drvar et dans la république serbe de Bosnie. Selon les premiers résultats du recensement bosnien de 2013, il ne compte plus aucun habitant.

## Histoire
Avant la guerre de Bosnie-Herzégovine, Srnetica faisait partie de la municipalité de Drvar, fédération de Bosnie-et-Herzégovine ; à la suite des accords de Dayton, il a été rattaché à la municipalité d'Istočni Drvar, nouvellement créée et intégrée à la république serbe de Bosnie.

## Démographie

### Évolution historique de la population dans la localité
| 1948 | 1953 | 1961 | 1971 | 1981 | 1991 | 2013 |
| ---- | ---- | ---- | ---- | ---- | ---- | ---- |
| 270  | 435  | 636  | 487  | 11   | 1,   | 0    |

|  |

### Répartition de la population par nationalités (1991)
En 1991, le village comptait un seul habitants, serbe.